# 北海道道127号室蘭インター線
北海道道127号室蘭インター線（ほっかいどうどう127ごう むろらんインターせん）は、北海道室蘭市を通る道道（主要地方道）である。

## 概要
国道37号（白鳥新道）と道央自動車道室蘭ICを結ぶ位置づけとして整備された。

### 路線データ
- 起点：北海道室蘭市陣屋町3丁目（国道37号交点）
- 終点：北海道室蘭市崎守町（北海道道107号室蘭環状線・道央自動車道室蘭IC交点）
- 総延長：2.6 km[要出典]

## 歴史
- 1985年（昭和60年）3月30日 - 1058号室蘭西インター線として路線認定[3]。
- 1991年（平成3年）
  - 10月5日 - 路線名を室蘭インター線に変更。陣屋町4丁目の市道陣屋中央通線から終点までの間が開通[4]。
- 1991年（平成3年）
  - 10月25日 - 道央自動車道室蘭ICが供用開始[4]。
- 1993年（平成5年）5月11日 - 建設省から、道道室蘭インター線が室蘭インター線として主要地方道に指定される[5]。
- 1994年（平成6年）10月1日 - 路線番号を127号に変更[6]。
- 1996年（平成8年）3月29日 - 室蘭インター線が全線開通[7]。
- 1998年（平成10年）6月13日 - 白鳥大橋[8]が開通[9]。

## 路線状況

### 道路施設
- 駐車場
- シェルター

主な橋梁
- 陣屋新橋 (210m)[1]

## 地理

### 通過する自治体
- 胆振総合振興局
  - 室蘭市

### 交差する道路
室蘭市
- 国道37号 - 陣屋町（起点）
- 白鳥大橋：白鳥新道 - 陣屋町
- 北海道道107号室蘭環状線 - 崎守町（終点）
- 道央自動車道室蘭IC - 崎守町（終点）